# ゴンジャ語
ゴンジャ語（ゴンジャご、英: Gonja language）はクワ語群に属する言語である。話者はガーナ北部に居住するゴンジャ族の人々である。話者数は2004年の調査で約23万人である。

## 言語名別称
- Guang
- Ngbanyito
- Gbanyang

## 方言
- Choruba (Choroba)
- Gonja